# Ильченко, Ефросинья Андреевна
Ефросинья Андреевна Ильченко 18 июля 1914, Головковка, Киевская губерния — 12 июня 2006, Артёмовка, Полтавская область) — колхозница, звеньевая Таверовского свеклосовхоза Министерства пищевой промышленности СССР Чутовского района Полтавской области, Украинская ССР. Герой Социалистического Труда (1949).

## Биография
Родилась 18 июля 1914 года в крестьянской семье в селе Головковка. Получила начальное образование, окончив 4 класса сельской школы в родном селе. С 1929 года проживала в селе Таверовка Чутовского района, где работала в местном свекловодческом совхозе. После начала Великой Отечественной войны эвакуировалась в село Фёдоровка Астраханской области. После освобождения Полтавской области в 1943 году возвратилась в Таверовку, где участвовала в восстановлении разрушенного совхозного хозяйства. Была назначена звеньевой полеводческого звена.
В 1948 году звено под руководством Ефросиньи Ильченко собрало в среднем по 31,1 центнера пшеницы с каждого гектара на участке площадью 20 гектаров. В 1949 году удостоена звания Героя Социалистического Труда «за получение высоких урожаев пшеницы, ржи и сахарной свеклы при выполнении совхозом плана сдачи государству сельскохозяйственных продуктов в 1948 году и обеспеченности семенами всех культур в размере полной потребности для весеннего сева 1949 года».
В 1969 году вышла на пенсию. Проживала в посёлке Артёмовка Чутовского района, где скончалась 12 июня 2006 года.

## Награды
- Герой Социалистического Труда — указом Президиума Верховного Совета СССР от 29 августа 1949 года
- Орден Ленина
- Медаль «За доблестный труд в Великой Отечественной войне 1941—1945 гг.»
- Медаль «В ознаменование 100-летия со дня рождения Владимира Ильича Ленина» (1970)